# Циренов Бабасан Циренжапович
Бабасан Циренжапович Циренов (нар. 1910 — пом. 1987) — радянський бурято-монгольський льотчик, учасник Другої світової війни та радянсько-фінської війни. Нагороджений 2 орденами і 10 медалями.

## Біографія
Народився в селі Бурдун Троїцькосавського повіту Забайкальської області.
Закликаний до армії 6 вересня 1938 року. З вересня по квітень 1939 року служив в 68-му стрілецькому полку. У квітні 1939 року направлений в школу молодших авіаційних фахівців, яку закінчив у травні 1940 року. З травня 1940 року по травень 1941 року служив стрільцем-радистом в 215-му авіаційному полку дальньої дії, воював в 32-му окремому розвідувальному авіаційному загоні та 42-му авіаційному полку дальньої дії. Старший сержант.
У вересні 1942 року літак здійснив вимушену посадку на території противника у Фінляндії. У жовтні 1943 року в Білорусі («…літак згорів, екіпаж врятувався десантуванням…»). Особисто збив 2 німецькі винищувачі МЕ-109, МЕ-110.
Мав загальний виліт 650 годин. Літав на бомбардування залізничних вузлів, блокування аеродромів, знищення скупчення військ і двічі на територію Німеччини для знищення військово-промислових об'єктів: м. Тільзіт — 20 квітня 1943 року, м. Інстенбург — 23 квітня 1943 року.
Тричі поранений в 1943 році. Також отримав поранення у березні 1944 року. Після останнього лікування переведений в 121-й батальйон аеродромного обслуговування 93 району авіаційного базування. Брав участь в обороні радянського Заполяр'я.
У довідці, підписаній командиром ескадрильї, Героєм Радянського Союзу Ф. Я. Брисевим від 21 вересня 1944 року вказано, що старший сержант Циренов «… в період з 22 червня 1941 по серпень 1944 року зробив як повітряний стрілець 144 бойових вильоти, з них удень 6, вночі — 138».
У повоєнний час жив у міста Кяхта Республіки Бурятія.
Помер в 1987 році у віці 76 років після тривалої хвороби.

## Нагороди
- Двічі орденом Вітчизняної війни 1 ступеня[3]
- Медаль «За оборону Сталінграда»
- Доблесть і відвага у Великій Вітчизняній війні[що?]
- За оборону Радянського Заполяр'я
- Медаль «За перемогу над Німеччиною у Великій Вітчизняній війні 1941—1945 рр.»
- Медаль «За бойові заслуги» (СРСР)
- Медаль «За відвагу»
- Медаль «За оборону Ленінграда»
- Знак «25 років перемоги у Великій Вітчизняній Війні»
- Медаль «30 років перемоги у Великій Вітчизняній війні 1941—1945 рр.»
- 50 років Збройних сил СРСР[4]

## Вшанування пам'яті
Згадується у фільмі Бараса Халзанова «Білий кінь».